# درباره علم
دربارهٔ علم مجموعه‌مقالاتی از رضا داوری اردکانی است که در سال ۱۳۸۶ از سوی نشر هرمس منتشر شد. داوری در این کتاب به مسائلی همچون نسبت علم و توسعه، علم و تکنیک، علم و ایدئولوژی، وضع علم در ایران، علم و قدرت، علم و جامعه و شرایط رشد علم می‌پردازد. این کتاب به خط سیریلیک نیز در تاجیکستان منتشر شده‌است.

## نقد و بررسی
مقاله‌ای تحت‌عنوان «ریشه در آب نیست» در نقد این کتاب منتشر شد.